# Örssjön
Örssjön är en sjö i Västerviks kommun i Småland och ingår i Storån-Botorpsströmmens kustområde. Sjön har en area på 0,199 kvadratkilometer och ligger 124,8 meter över havet. Sjön avvattnas av vattendraget Loftaån (Sedingsjöån).

## Delavrinningsområde
Örssjön ingår i det delavrinningsområde (643894-151323) som SMHI kallar för Inloppet i Loftern. Medelhöjden är 140 meter över havet och ytan är 8,93 kvadratkilometer. Det finns inga avrinningsområden uppströms utan avrinningsområdet är högsta punkten. Avrinningsområdets utflöde Loftaån (Sedingsjöån) mynnar i havet. Avrinningsområdet består mestadels av skog (69 %), öppen mark (11 %) och jordbruk (16 %). Avrinningsområdet har 0,19 kvadratkilometer vattenytor vilket ger det en sjöprocent på 2,2 %.